# Намазова, Гюльханум Рагим кызы
Гюльханум Рагим кызы Намазова (азерб. Gülxanım Rəhim qızı Namazova; 1 июня 1920, Казахский уезд — ?) — советский азербайджанский виноградарь, Герой Социалистического Труда (1949).

## Биография
Родилась 1 июня 1920 года в селе Юхары Ойсюзлю Казахского уезда Азербайджанской ССР (ныне село в Товузском районе).
В 1938—1964 годах — колхозница, звеньевая колхоза имени Низами Таузского района. В 1948 году получила урожай винограда 186,1 центнеров с гектара на площади 3 гектаров.
Указом Президиума Верховного Совета СССР от 21 июля 1949 года за получение высоких урожаев винограда в 1948 году Намазовой Гюльханум Рагим кызы присвоено звание Героя Социалистического Труда с вручением ордена Ленина и золотой медали «Серп и Молот».
С 1964 года — пенсионер союзного значения.